# Molophilus kutha
Molophilus kutha är en tvåvingeart som beskrevs av Günther Theischinger 1992. Molophilus kutha ingår i släktet Molophilus och familjen småharkrankar. Inga underarter finns listade i Catalogue of Life.